# Amtsbezirk Kallenzinnen
Der Amtsbezirk Kallenzinnen war ein preußischer Amtsbezirk im Kreis Johannisburg (Regierungsbezirk Gumbinnen, ab 1905 Regierungsbezirk Allenstein) in der Provinz Ostpreußen, der am 8. April 1874 gegründet wurde. Der Amtsbezirk erhielt am 15. November 1938 den Namen Amtsbezirk Dreifelde.
Der Amtsbezirk mit Sitz in Kallenzinnen (ab 1938 Dreifelde) bestand ursprünglich aus acht Orten. 
| Name         | Geänderter Name 1938 bis 1945 | Polnischer Name | Bemerkungen                         |
| ------------ | ----------------------------- | --------------- | ----------------------------------- |
| Adlig Borken |                               | Borki           | 1928 nach Kallenzinnen eingemeindet |
| Jegodnen     | Balkfelde                     | Jagodne         |                                     |
| Kallenzinnen | Dreifelde                     | Kałęczyn        |                                     |
| Masten       |                               | Maszty          |                                     |
| Niedzwedzen  | (ab 1924:) Reinersdorf        | Niedźwiedzie    |                                     |
| Sawadden     | Ottenberge                    | Zawady          |                                     |
| Sparken      |                               | Szparki         |                                     |
| Wilken       | Wilkenhof                     | Wilki           |                                     |

Am 1. Januar 1945 bildeten die Dörfer Balkfelde, Dreifelde, Masten, Ottenberge, Reinersdorf, Sparken und Wilken den Amtsbezirk Dreifelde.